# Karl Albert Christoph Schüz
Karl Albert Christoph Schüz (* 21. Januar 1855 in Geislingen an der Steige; † 25. Mai 1913 in Ludwigsburg) war ein württembergischer Oberamtmann.

## Leben
Schüz, Sohn eines höheren Beamten und evangelischer Konfession, studierte in Tübingen von 1873 bis 1878 Rechts- und Staatswissenschaft. Seit 1873 war er Mitglied der Studentenverbindung Lichtenstein Tübingen. Von 1875 bis 1876 leistete er seinen Militärdienst als Einjährig-Freiwilliger. Er legte 1878 die erste und 1880 die zweite höhere Dienstprüfung ab. 
Danach trat er in die württembergische Innenverwaltung ein. Er leitete als Oberamtmann die Oberämter Backnang von 1889 bis 1895 und Hall von 1895 bis 1901. Von 1901 bis 1913 war er Regierungsrat bei der Regierung des Neckarkreises in Ludwigsburg, seit 1909 mit dem Titel und Rang Oberregierungsrat.
Er war von ca. 1906 bis 1912 Mitglied der württembergischen evangelischen Landessynode.

## Ehrungen
- 1903: Ritterkreuz 1. Klasse des Friedrichs-Ordens
- 1903: Landwehr-Dienstkreuz 2. Klasse
- 1912: Ritterkreuz des Ordens der Württembergischen Krone